# Лопес Монтанья, Иньиго
Иньиго Лопес Монтанья (исп. Íñigo López Montaña; 23 июля 1982 года, Логроньо) — испанский футболист, играющий на позиции защитника.

## Карьера
Иньиго Лопес начинал заниматься футболом в мадридском клубе «Лас-Росас». С 2004 года он играл за резервную команду мадридского «Атлетико» в Сегунде B. Сезон 2006/07 Лопес провёл за другой клуб Сегунды B «С. С. Рейес» из столичного пригорода. Летом 2007 года он перешёл в «Алькоркон», также из окрестностей Мадрида и игравший в Сегунде B. Лопес принимал участие в известном матче «Алькоркона» в рамках Кубка Испании 2009/10, в котором представитель третьей по значимости лиги Испании разгромил именитый мадридский «Реал» со счётом 4:0.
Отыграв за «Алькоркон» три года Иньиго Лопес подписал контракт с клубом Сегунды «Гранада», которая по итогам плей-офф сезона 2010/11 вышла в Примеру. 1 октября 2011 года Лопес дебютировал в Примере, выйдя в основном составе в гостевом матче с «Валенсией». 27 ноября того же года он забил свой первый гол на высшем уровне, ставший единственным и победным в гостевом поединке против «Атлетика» из Бильбао. В следующем туре Лопес играл уже роль капитана команды.
Первую половину сезона 2013/14 Лопес провёл за греческий ПАОК, а вторую — на правах аренды за «Сельту». Сезон 2014/15 он отыграл за «Кордову» в Примере, а в июле 2015 года перешёл в клуб Сегунды «Уэска».